# Calcida

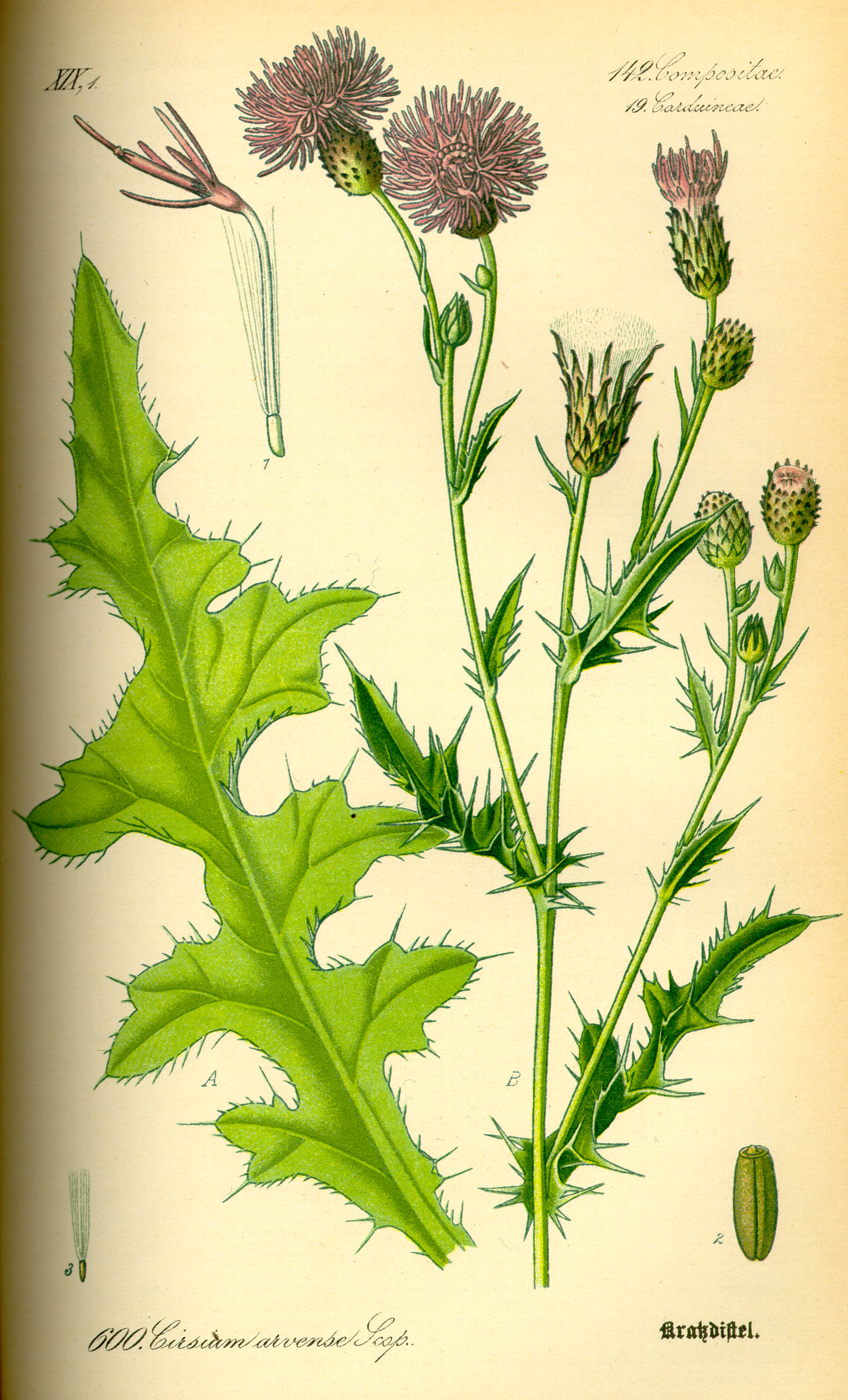
calcida

La calcida o calciga (Cirsium arvense) és una planta herbàcia de la família botànica abans anomenada «Compostes» i actualment Asteraceae. Pertany al gènere "Cirsium" del qual n'hi ha unes 150 espècies en tot el món.

## Descripció
Cirsium arvense té la forma d'un card d'uns 30 a 100 cm d'alçada. Les arrels són reptants i profundes i formen tiges erectes sense pèls, les fulles no tenen pecíol i són pinnatífides o pinnatipartides plenes de punxes petites. Capítols agrupats en corimbe. Floreix de juliol a setembre. Els fruits són en forma d'aqueni de 3 a 4 mil·límetres. Fa uns "papus" o sigui plomalls per a dispersar pel vent els aquenis.

## Cicle vital
Es tracta d'una planta herbàcia perenne, és a dir que viu uns quants anys. Germina a la primavera i creix fins a la tardor. Amb la gran facilitat de dispersió que li donen les seves llavors transportades pel vent, molt aviat envaeix el territori encara que només sigui a rodals. Com està recoberta de punxes és molt difícil d'arrencar a mà i quan això s'aconsegueix no queda eliminada perquè rebrota des de l'arrel que és molt profunda. Amb herbicides no s'elimina tampoc fàcilment i cal un producte sistèmic i a més aplicat en el moment en el qual la calcida és més sensible que és precisament quan floreix.

## Distribució
Es troba a tot Europa inclosa les zones més fredes com Islàndia i Escandinàvia.
Als Països Catalans es troba per tot el territori, a excepció de l'extrem sud del País Valencià, des del nivell del mar fins als 1.600 metres aproximadament, en camps de conreu nitròfils sobre sòls profunds i no gaire secs.